# Brigade des mineurs (série télévisée, 2002)
 (février 2024).
Si vous disposez d'ouvrages ou d'articles de référence ou si vous connaissez des sites web de qualité traitant du thème abordé ici, merci de compléter l'article en donnant les références utiles à sa vérifiabilité et en les liant à la section « Notes et références ».
Ne doit pas être confondu avec Brigade de protection des mineurs.
Pour les articles homonymes, voir Brigade des mineurs et Brigade des mineurs (série télévisée, 1977).
Brigade des mineurs est une série télévisée française en 6 épisodes de 48 minutes créée par Miguel Courtois et Gilles de Maistre, diffusée du 27 novembre 2002 au 8 janvier 2003 sur M6, Série Club, TPS Star, Canal Jimmy et sur Vivolta.
La série met en scène des enquêtes de la brigade des mineurs, basées sur des histoires vraies.

## Distribution
- Christian Charmetant : Fred Sauvage
- Emma Colberti : Emma Brunet
- Hélène de Saint-Père : le juge Florence Solbelman
- Emile Abossolo M'Bo : David Maleval

## Épisodes
1. Anges et Démons
2. Mode mineur
3. Poudre aux yeux
4. Tacle gagnant
5. Disparue
6. Amour amer